# Трумпельдор (кладбище)
Кладбище Трумпельдор (ивр. בית הקברות טרומפלדור‎) (или «Старое кладбище») находится в Тель-Авиве. Возникло в 1902 или 1903 годах на окраине Яффо. Сначала оно называлось «Холерное кладбище», так как было открыто после эпидемии холеры в Яффо. К 1909 году, когда возник Тель-Авив, оно стало главным городским кладбищем. Название «Трумпельдор» появилось позже, как сокращение от официального «кладбище на улице Трумпельдора». Сейчас кладбище стало пантеоном, здесь нет новых могил, можно только подхоранивать родственников.

## Известные люди, похороненные на кладбище
- Арик Айнштейн, певец и актёр.
- Хаим Арлозоров, один из лидеров сионистского движения и его жена Сима Арлозорова.
- Ахад-ха-Ам, публицист и писатель.
- Моше Бейлинсон, врач.
- Бен-Ами (Марк Яковлевич Рабинович), русский и идишский писатель.
- Авигдор Бен-Гурион, отец Давида Бен-Гуриона.
- Давид Блох, второй мэр Тель-Авива.
- Макс Брод, писатель, драматург, композитор, душеприказчик Кафки.
- Хаим Нахман Бялик, поэт и его жена Маня Бялик.
- Нахум Гутман, художник, автор герба Тель-Авива.
- Шошана Дамари, певица.
- Меир Дизенгоф, первый мэр Тель-Авива и его жена Цина (Зина) Дизенгоф.
- Ашер Альтер Друянов, исследователь еврейского фольклора.
- Хаим Йосеф Леванон (Левинштейн), пятый мэр Тель-Авива.
- Шмария Левин, депутат первой российской Думы.
- Мордехай Намир, шестой мэр Тель-Авива.
- Новомейский, Моисей Абрамович, предприниматель.
- Макс Нордау, публицист и политик.
- Иегошуа Рабинович, седьмой мэр Тель-Авива.
- Иехошуа Хоне Равницкий, писатель, публицист, журналист, редактор и издатель.
- Исраэль Роках, четвёртый мэр Тель-Авива.
- Реувен Рубин, художник.
- Шаул Черниховский, поэт.
- Иехиэль Членов, сионистский деятель.
- Моше Шарет, первый министр иностранных дел Израиля.
- Моше Шлуш, третий мэр Тель-Авива.
- Залман Шнеур, поэт и писатель.
- Исай Шур, математик.

## Перенесенные надгробия без захоронений
- Семён Григорьевич Фруг (1860—1916) — еврейский поэт, публицист. Писал главным образом на русском языке и идише, также на иврите. Русская часть его творчества была достаточно популярна в 1880-е—1890-е годы. Похоронен на Втором еврейском кладбище. После снесения кладбища прах был перенесен на центральную аллею Второго Христианского кладбища Одессы. Во время оккупации Одессы надгробие было вывезено в Румынию. В настоящее время оно находится на кладбище Трумпельдор в Тель-Авиве, а на могиле Фруга в Одессе установлено другое.